# Ruta Nacional 94 (Argentina)
La Ruta Nacional 94 era el nombre que tenía antes de 1980 la carretera de 89 kilómetros pavimentados en el sudoeste de la Provincia del Chaco, República Argentina, que une el empalme con la Ruta Nacional 89 en la ciudad de General Pinedo y el empalme con la Ruta Nacional 16 en el pueblo de Avia Terai.
Mediante el Decreto Nacional 1595 del año 1979 la jurisdicción de este camino pasó a la Provincia del Chaco como Ruta Provincial 94.
En septiembre de 2006 la provincia del Chaco y la Dirección Nacional de Vialidad firmaron un convenio por el cual se hace un intercambio de jurisdicción de varias rutas nacionales y provinciales, con lo que actualmente este camino es parte de la Ruta Nacional 89.

## Localidades
Las ciudades y pueblos por los que pasa esta ruta de sudoeste a noreste son los siguientes (los pueblos con menos de 5000 habitantes figuran en itálica).

### Provincia del Chaco
Recorrido: 89 km (km 245-333).
- Departamento Doce de Octubre: General Pinedo (km 245).
- Departamento Chacabuco: Charata (km 260).
- Departamento Nueve de Julio: Las Breñas (km 278) y Pozo del Indio (km 288).
- Departamento General Belgrano: Corzuela (km 296).
- Departamento Independencia: Campo Largo (km 317) y Aviá Teraí (km 333)